# Jonzon
Jonzon (bürgerlich: Jürgen Stöckemann; * 1960) ist ein deutscher Techno-DJ und -Musiker.

## Leben
Stöckemann erlernte in den 1970er Jahren das Schlagzeugspiel und war dann von 1980 bis 1984 gemeinsam mit Dr. Motte Mitglied der Berliner Punkband Tote Piloten. 1983 spielte er auch das Schlagzeug in der Berliner Punk-Jazz-Band Zatopek. Seit 1985 trat er als DJ in Berliner Discos auf, unter anderem im Blue Note oder im Bee Hive. Daneben war er weiterhin als Schlagzeuger aktiv und trat unter anderem mit der Band Caspar Brötzmann Massaker auf.
Ab 1988 veranstaltete Jonzon gemeinsam mit Dr. Motte die ersten Acid-House-Partys im Berliner Club Turbine Rosenheim. Im kurz darauf eröffneten Club Ufo trat Jonzon neben Kid Paul als Resident-DJ auf.
Ab 1991 erschienen auch eigenen Platten, teilweise in Zusammenarbeit mit Musikern wie Harald Blüchel oder DJ Hell.
Nach diversen illegalen Partys als Systems Reactivated in verschiedenen Berliner Locations war Jonzon in den 1990er Jahren neben Tanith und DJ Rok einer der Resident-DJs der Berliner Techno-Clubs Tresor, Planet und E-Werk.

## Diskografie (Auswahl)
- 1991: Futurythm (mit Christian Graupner, Harald Blüchel) – Brain Cooler (BMWW - The Delkom Corporation)
- 1992: Futurhythm presents Vein Melter – Hypnotized (Planet Records Berlin)
- 1992: Futurythm – Sonic Mind Explosion (MFS)
- 1992: Futurythm – Butoh (Harthouse)
- 1992: Entity / Futurhythm – Untitled (33rpm Records)
- 1993: Vein Melter (mit Harald Blüchel) – When You Feel It / Pump The Bass (Space Teddy)
- 1994: Jay Ray vs. Jonzon – Statement (Braincandy)
- 1995: Hell + Jonzon – EP No. 1 (Disko B)
- 1996: Jonzon – Testosterone EP (Space Teddy)
- 1996: Jonzon – Dirty Seconds (Disko B)
- 1996: Rok / Jonzon – Club Berlin (International Deejay Gigolo Records)
- 2000: Jonzon presents Vein Melter – Hypnotized / Pump The Bass (International Deejay Gigolo Records)
- 2005: Jonzon – Cardiological Stomp (Exacta.udio)
- 2008: Jonzon – Reflections Of My Mind #1.0 (Psycho Thrill)
- 2010: Jonzon – Reflections Of My Mind #2.0 (Psycho Thrill)